# Richard Sennett
Richard Sennett (Chicago, 1º gennaio 1943) è un sociologo, critico letterario e scrittore statunitense che si è occupato soprattutto dei temi della teoria della socialità e del lavoro, dei legami sociali nei contesti urbani, degli effetti sull'individuo della convivenza nel mondo moderno urbanizzato.

## Biografia
Sennett è cresciuto in un progetto di edilizia abitativa a Chicago chiamato Cabrini Green, peraltro all'interno di una famiglia ebrea di emigrati russi. Da bambino impratichì la musica studiando il violoncello e la direzione d'orchestra, lavorando con Claus Adam di Juilliard String Quartet e il direttore d'orchestra Pierre Monteux. Quando un infortunio alla mano mise fine alla sua carriera musicale, entrò nel mondo accademico. Studiò con David Riesman, Erik Erikson e Oscar Handlin all'Università di Harvard, ottenendo il Dottorato di ricerca in Storia della civiltà americana nel 1969. Professore Incaricato all'Università Yale dal 1967 al 1968, in seguito diventò direttore di un programma di studio sulla famiglia urbana presso il Cambridge Institute. Insegna sociologia presso la London School of Economics, sociologia e storia all'Università di New York, mentre è Adjunct Professor di sociologia al Massachusetts Institute of Technology.
Nel 1975 ha fondato il New York Institute for the Humanities, che ha diretto fino al 1984. Dal 1988 al 1993 è stato direttore della Commissione sugli Studi Urbani dell'UNESCO e dal 1996 dirige il Council on Work. È stato membro del Center for Advanced Study in the Behavioral Sciences (Centro di studi avanzati nelle scienze del comportamento) dell'Università di Stanford ed è membro dell'American Academy di Roma, dell'American Academy of Arts and Sciences e della Royal Society of Literature.

## Vita privata
È sposato con la sociologa ed economista Saskia Sassen dal 1987.

## Opere

### Saggistica
- The Uses of Disorder: Personal Identity & City Life, Knopf, New York, 1970 (trad.it. Usi del disordine. Identità personale e vita nella metropoli, Costa & Nolan, Milano, 1999)
- Families Against the City: Middle Class Homes of Industrial Chicago, 1872-1890, Harvard University Press, Cambridge, 1970
- The Hidden Injuries of Class, with Jonathan Cobb, Knopf, New York, 1972
- The Fall of Public Man, Knopf, New York, 1977 (trad. it. Il declino dell'uomo pubblico, Bruno Mondadori, Milano, 2006)
- Authority, Knopf, New York, 1980 (trad. it. Autorità. Subordinazione e insubordinazione: l'ambiguo vincolo tra il forte e il debole, Bruno Mondadori, Milano, 2006)
- The Conscience of the Eye: The design and social life of cities, Faber and Faber, London, 1991 (trad. it. La coscienza dell'occhio: progetto e vita sociale nelle città, Feltrinelli, Milano, 1991)
- Flesh and Stone: The Body and the City in Western Civilization, Norton, New York, 1994
- The Corrosion of Character, The Personal Consequences Of Work In the New Capitalism, Norton, New York-London, 1998 (trad. it. L'uomo flessibile. Le conseguenze del nuovo capitalismo sulla vita personale, Feltrinelli, Milano, 1999)
- Respect in a World of Inequality, Penguin, London, 2003 (trad. it. Rispetto. La dignità umana in un mondo di diseguali, Il Mulino, Bologna, 2004)
- The Culture of the New Capitalism, Yale University Press, New Haven-London, 2005 (trad. it. La cultura del nuovo capitalismo, Il Mulino, Bologna, 2006)
- Practicing Culture, Routledge, Oxford, 2007
- The Craftsman, Yale University Press, New Haven-London, 2008 (trad. it. L'uomo artigiano, Feltrinelli, Milano, 2008)
- The Foreigner. Two Essays on Exile. Notting Hill Editions, London, 2011 (trad. it. Lo straniero. Due saggi sull'esilio, Feltrinelli, Milano, 2014)
- Together: The Rituals, Pleasures, and Politics of Cooperation, Yale University Press, New Haven-London, 2012 (trad. it. Insieme. Rituali, piaceri, politiche della collaborazione, Feltrinelli, Milano, 2012)
- Building and Dwelling: Ethics for the City, Farrar, Straus and Giroux, New York, 2018 (trad. it. Costruire e abitare. Etica per la città, Feltrinelli, Milano, 2018)

### Narrativa
- Palais Royal, Feltrinelli, 1988 (Palais-Royal, Knopf, 1986).